# 1923 w Wojsku Polskim
Kalendarium Wojska Polskiego 1923 – wydarzenia w Wojsku Polskim w roku 1923.

## Styczeń
1 stycznia
- Naczelnik Państwa i Naczelny Wódz przeniósł w stan spoczynku:

generała dywizji Zygmunta Zielińskiego w stopniu generała broni,
generała dywizji Franciszka Krajowskiego,
mianował:
generała dywizji Gustawa Zygadłowicza dowódcą Okręgu Korpusu Nr VIII.
7 stycznia
- W Toruniu zmarł generał dywizji Gustaw Zygadłowicz.

20 stycznia
- Minister Spraw Wojskowych zwolnił generała brygady Gustawa Macewicza ze stanowiska szefa Departamentu IV Żeglugi Powietrznej M.S.Wojsk. i udzielił mu sześciomiesięcznego urlopu kuracyjnego oraz powierzył francuskiemu generałowi François-Lèon Leveque pełnienie obowiązków szefa departamentu[1].

## Luty
2 lutego
- w Białokrynicy marszałek Piłsudski wręczył chorągiew 12 pułkowi ułanów[2]

11 lutego
- wręczono chorągiew 76 Pułkowi Piechoty[3]

## Kwiecień
29 kwietnia
- w Nowogródku generał dywizji Juliusz Malczewski w imieniu Prezydenta RP wręczył sztandar 25 Pułkowi Ułanów Wielkopolskich

## Maj
2 maja
- na dworcu kolejowym w Dziedzicach generał dywizji Kazimierz Sosnkowski w imieniu Prezydenta RP wręczył Ferdynandowi Foche dekret mianowania marszałkiem Polski i buławę → Generałowie i admirałowie II Rzeczypospolitej

3 maja
- podczas uroczystości odsłonięcia pomnika księcia Józefa Poniatowskiego w Warszawie grupa polskich wojskowych została odznaczona francuskimi orderami[4]

29 maja
- w Toruniu 18 pułk ułanów otrzymał chorągiew[5]

## Czerwiec
1 czerwca
- wręczono chorągiew 78 Pułkowi Piechoty[6]

3 czerwca
- wręczono chorągiew 41 Pułkowi Piechoty[7]

9 czerwca
- Prezydent RP zwolnił marszałka Polski Józefa Piłsudskiego ze stanowiska szefa Sztabu Generalnego, a na jego miejsce mianował generała dywizji Stanisława Hallera

13 czerwca
- Prezydent RP zwolnił generała dywizji Aleksandra Osińskiego z obowiązków kierownika Ministerstwa Spraw Wojskowych i mianował generała broni Stanisława Szeptyckiego Ministrem Spraw Wojskowych w rządzie Wincentego Witosa

25 czerwca
- w sali recepcyjnej Belwederu odbyła się ceremonia wręczenia Królowi Rumunii Ferdynandowi odznak Krzyża Wielkiego Orderu Virtuti Militari
- na polu mokotowskim odbyła się „wielka rewia wojskowa, urządzona specjalnie z okazji przyjazdu Pary Królewskiej”[8]

26 czerwca
- Król Rumunii Ferdynand z małżonką Marią wziął udział w „wielkich ćwiczeniach wojskowych na poligonie rembertowskim”, którymi dowodził generał broni Tadeusz Rozwadowski[9].

## Lipiec
2 lipca
- marszałek Polski Józef Piłsudski złożył na ręce Prezydenta RP prośbę o zwolnienie ze stanowiska przewodniczącego Ścisłej Rady Wojennej i II zastępcy przewodniczącego Pełnej Rady Wojennej

4 lipca
- w hotelu „Polonia” w Warszawie samobójstwo popełnił generał brygady Józef Franciszek Trzemeski

7 lipca
- Minister Spraw Wojskowych generał broni Stanisław Szeptycki podporządkował sobie inspektorów armii, natomiast szefowi Sztabu Generalnego podporządkował Biuro Ścisłej Rady Wojennej

8 lipca
- wręczono chorągiew 4 Pułkowi Piechoty Legionów[10]

15 lipca
- w Słonimiu Minister Spraw Wojskowych generał broni Stanisław Szeptycki wręczył chorągwie 79 i 80 Pułkowi Piechoty[11]
- w Sanoku Inspektor Armii, generał dywizji Lucjan Żeligowski wręczył chorągiew 2 Pułkowi Strzelców Podhalańskich[12]

16 lipca
- W Warszawie przy ul. Marszałkowskiej 72 inż. Józef Kozak właściciel firmy „Centrolas” zastrzelił z rewolweru gruzińskiego księcia Konstantego Kuradze, rotmistrza rezerwy Wojska Polskiego[13][14]

22 lipca
- na Rynku w Przemyślu, Inspektor Armii, generał dywizji Lucjan Żeligowski wręczył chorągiew 10 Pułkowi Saperów[15]

28 lipca
- Minister Spraw Wojskowych mianował pułkownika Michała Bajera szefem Oddziału II Sztabu Generalnego

## Sierpień
1 sierpnia
- Minister Spraw Wojskowych mianował pułkownika Karola Szemiota dowódcą 29 Dywizji Piechoty w Grodnie

4 sierpnia
- Minister Spraw Wojskowych generał broni Stanisław Szeptycki wydał rozkaz nr 126 ustanawiający dzień 15 sierpnia Świętem Żołnierza

14 sierpnia
- wręczono chorągiew 83 Pułkowi Piechoty[16]

15 sierpnia
- po raz pierwszy obchodzono Święto Żołnierza

26 sierpnia
- wręczono chorągiew 71 Pułkowi Piechoty[17]

31 sierpnia
- generał brygady Aleksander Truszkowski został przeniesiony w stan spoczynku w stopniu tytularnego generała dywizji

## Październik
1 października
- Przyznano zaopatrzenie emerytalne pułkownikowi pospolitego ruszenia 81 pp Rygobertowi Wacław Kwiecińskiemu[18].

13 października
- Zamach w Cytadeli Warszawskiej – w sobotę o godz. 9.05 miał miejsce wybuch w prochowni na Cytadeli Warszawskiej. O udzielenie pomocy sprawcom zamachu oskarżeni zostali por. Walery Bagiński i ppor. Antoni Wieczorkiewicz. Identyczny zamach miał miejsce w Bukareszcie w poniedziałek 12 listopada. W wyniku eksplozji w składzie amunicji, w forcie Domenestu, zginęło 40 osób.

14 października
- Wręczono chorągiew 35 Pułkowi Piechoty[19].

17 października
- Minister spraw wojskowych wydał rozkaz L. 13200/Org. Przejście pociągów pancernych na organizację pokojową zgodnie, z którym z dniem 15 lutego 1924 miała być zakończona demobilizacja „wszystkich istniejących pociągów pancernych” i sformowany dywizjon ćwiczebny[20].

19 października
- Wręczono chorągiew 72 Pułkowi Piechoty[21].

27 października
- Wręczono chorągiew 14 Pułkowi Piechoty[22].

31 października
- W stan spoczynku został przeniesiony Aleksander Czunichin-Karwecki, urodzony 10 lipca 1876 roku. 1 czerwca 1921 roku pełnił służbę w Dowództwie Okręgu Generalnego „Łódź”. 19 czerwca 1922 roku został przyjęty do Rezerwy Wojska w korpusie oficerów piechoty[23]. Zweryfikowany w stopniu pułkownika ze starszeństwem z 1 czerwca 1919 roku i 5. lokatą w korpusie oficerów rezerwowych piechoty, w 1923 roku oficer rezerwowy 29 Pułku Strzelców Kaniowskich, w 1934 roku pozostawał w ewidencji Powiatowej Komendy Uzupełnień Równe, posiadał przydział do Oficerskiej Kadry Okręgowej Nr II, był wówczas „przewidziany do użycia w czasie wojny”[24].

## Listopad
3 listopada
- wręczono chorągiew 13 Pułkowi Piechoty[25]

13 listopada
- Około godz. 9.00 w Toruniu na placu ćwiczeń Podgórz, na wysokości kilkuset metrów od ziemi, z niewyjasniowych przyczyn od olinowania balonu obserwacyjnego oderwał się kosz. Znajdujący się w gondoli obserwatorzy ponieśli śmierć. Balon odleciał w kierunku Aleksandrowa. Polegli śmiercią lotnika porucznicy: Zygmunt Krupiński z III Batalionu Aeronautycznego, Jerzy Zawade-Zawadzki z V Batalionu Aeronautycznego i Witold Drozdowski z II Batalionu Aeronautycznego. Porucznicy Drozdowski i Zawade-Zawadzki byli słuchaczami kursu doszkalającego dla oficerów aeronautycznych w Centralnej Szkole Obserwatorów Balonowych w Toruniu, natomiast porucznik Krupiński asystentem wykładowcy[26][27][28].
- W Warszawie por. pil.-obs. Kazimierz Szczepański z 7 Eskadry Myśliwskiej lecąc na samolocie Ansaldo A.1 Balilla wpadł w korkociąg. Pilot nie zdołał wyprowadzić maszyny, uderzył o ziemię w rejonie Pomarańczarni i zginął[29][30][31]. Porucznik Szczepański był kawalerem Orderu Virtuti Militari i Krzyża Walecznych[32]. Pośmiertnie nadano mu Polową Odznakę Obserwatora „za loty bojowe nad nieprzyjacielem w czasie wojny 1918–1920”[33].

## Grudzień
24 grudnia
- W Lublinie zmarł płk kaw. w st. spocz. Zygmunt Czesław Kowalewski-Dołęga[34] (ur. 24 listopada 1863)[35], przyjęty do Wojska Polskiego 21 sierpnia 1919 z byłych Korpusów Wschodnich i byłej armii rosyjskiej i przydzielony do Dowództwa Okręgu Generalnego Lublin[36], a z dniem 1 maja 1921 przeniesiony w stan spoczynku[37].